# Great Western Road Bridge
Die Great Western Road Bridge ist eine Straßenbrücke in der schottischen Stadt Glasgow. 1986 wurde das Bauwerk in die schottischen Denkmallisten in der höchsten Denkmalkategorie A aufgenommen.

## Geschichte
Am Standort befand sich zunächst eine dreibogige Brücke. Im Jahre 1840 wurde daneben eine weitere Bogenbrücke eröffnet, wobei die ältere Brücke nicht abgebrochen wurde. Infolge der Entwicklung der nordwestlichen Stadtteile Kelvinside and Hillhead stieg das Verkehrsaufkommen auf dieser Brücke in der zweiten Hälfte des 19. Jahrhunderts stark an. Dies führte schließlich zur Notwendigkeit des Baus der heutigen Great Western Road Bridge.
Am 9. April 1890 legte Thomas Cumming den Grundstein der Brücke. Den Entwurf lieferten Bell & Miller, während Morrison & Mason die Konstruktion ausführten. Mit der Legung des westlichen Ecksteins durch den Glasgower Oberbürgermeister und der Zerschneidung des Bandes durch Elizabeth Tennent Fleming wurde die Great Western Road Bridge am 29. September 1891 eröffnet. Die Gesamtkosten der Arbeiten, bei denen beide Vorgängerbrücken abgebrochen wurden, beliefen sich auf etwa 52.000 £.

## Beschreibung
Die neogotisch ausgestaltete Great Western Road Bridge überspannt den Kelvin im Nordwesten Glasgows. Sie führt die A82 mit vier gedrückten Spitzbögen über den Fluss. Die zentralen Bögen weisen hierbei lichte Weiten von 27,7 m auf, während die äußeren Bögen, die über Grund führen, mit lichten Weiten von 9,4 m erheblich schmaler sind. Der gusseiserne Unterbau aus neun Rippen an den Haupt- und sechs an den Nebenbögen ruht auf einem Tragwerk aus rotem und grauem Granit. Die Bogenzwickel sind mit Gusseisenornamenten verziert und tragen das Glasgower Stadtwappen.